# Milna

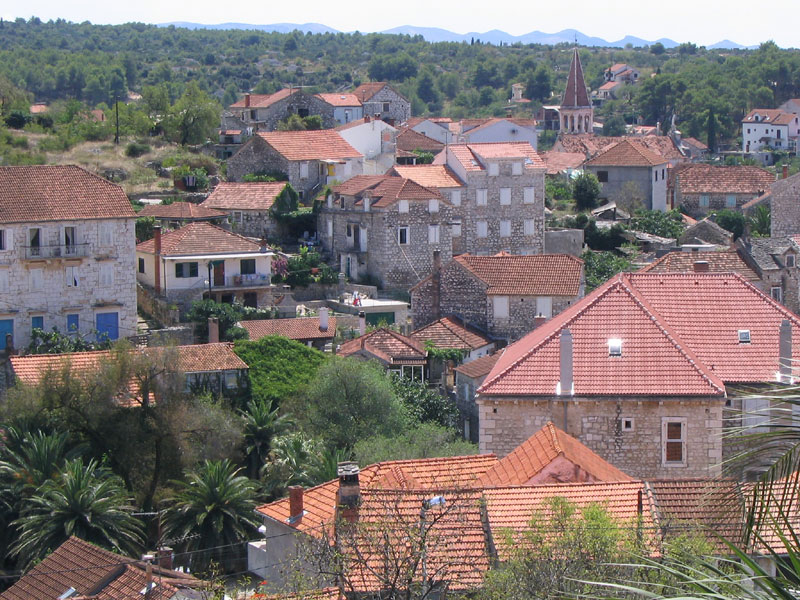
Milna, vista de la parte superior de la calle Dosecine.

Milna es un pueblo y municipio en el lado occidental de la isla de Brač, Condado de Split-Dalmacia, Croacia. El pueblo tiene una población de 833 habitantes.
Está situado en una bahía profunda orientada hacia la isla de Mrduja y el Canal de Split, en el del oeste. El pueblo fue instalado en el siglo XVI, por pastores de Nerežišćun.
Milna es conocida por hablar el dialecto Chakavian, única parte de la isla donde se da el caso.
Milna fue atacada durante la Batalla de los Canales de Dalmacia encima el 14 de noviembre de 1991, el único poblado en Brač que fue directamente atacado durante la Guerra croata de Independencia.